# Сінгапур на літніх Олімпійських іграх 1972
На XX літніх Олімпійських іграх, що проходили у Мюнхені у 1972 році, Сінгапур був представлений 7 спортсменами (5 чоловіками та 2 жінками) у трьох видах спорту — легка атлетика, плавання та бокс. Прапороносцем на церемоніях відкриття та закриття Олімпійських ігор була плавчиня Пат Чан.
Сінгапур вшосте за свою історію взяв участь у літніх Олімпійських іграх. Країна не завоювала жодної медалі.

## Бокс
| Категорія | Спортсмен        | 1-й раунд               | 2-й раунд                 | Чвертьфінал        | Півфінал           | Фінал              | Місце |
| Категорія | Спортсмен        | Суперник Результат      | Суперник Результат        | Суперник Результат | Суперник Результат | Суперник Результат | Місце |
| --------- | ---------------- | ----------------------- | ------------------------- | ------------------ | ------------------ | ------------------ | ----- |
| до 48 кг  | Сейд Абдул Кадір | Гаетано Курцеті (ITA) W | Рафаель Карбонелл (CUB) L | не пройшов         | не пройшов         | не пройшов         | 9     |

## Легка атлетика
|          | Спортсмен               | Дисципліна       | Раунд                 | Результат  | Місце у групі | Загальне місце |
| -------- | ----------------------- | ---------------- | --------------------- | ---------- | ------------- | -------------- |
| Чоловіки | Єо Кіан Ч'є             | 100 м            | кваліфікаційний раунд | 10.92 с    | 6             | 68             |
| Чоловіки | Єо Кіан Ч'є             | 200 м            | кваліфікаційний раунд | 21.89 с    | 6             | 50             |
| Чоловіки | Пегінд Караппан Суппіах | 5000 м           | кваліфікаційний раунд | 15:36.6 хв | 11            | 57             |
| Чоловіки | Пегінд Караппан Суппіах | 10000 м          | кваліфікаційний раунд | 31:59.2 хв | 14            | 45             |
| Чоловіки | Нор Хамід               | стрибки у висоту | кваліфікаційний раунд | 2,00 м     |               | 33             |

## Плавання
|          | Спортсмен  | Дисципліна                  | Раунд              | Час     | Місце у групі | Загальне місце | Прим.              |
| -------- | ---------- | --------------------------- | ------------------ | ------- | ------------- | -------------- | ------------------ |
| Чоловіки | Рой Чан    | 100 м батерфляєм            | Відбірковий заплив | 1:02.24 | 8             | 35             | не кваліфікувався  |
| Чоловіки | Рой Чан    | 200 м батерфляєм            | Відбірковий заплив | 2:20.30 | 8             | 28             | не кваліфікувався  |
| Чоловіки | Рой Чан    | 200 м комплексним плаванням | Відбірковий заплив | 2:24.43 | 6             | 35             | не кваліфікувався  |
| Жінки    | Пат Чан    | 100 м на спині              | Відбірковий заплив | 1:14.24 | 8             | 37             | не кваліфікувалася |
| Жінки    | Пат Чан    | 200 м на спині              | Відбірковий заплив | 2:41.27 | 8             | 36             | не кваліфікувалася |
| Жінки    | Тай Чінь Ю | 100 м батерфляєм            | Відбірковий заплив | 1:10.92 | 7             | 29             | не кваліфікувалася |